# مامى فان دورين
مامى فان دورين (بالإنجليزية: Mamie Van Doren)‏ هي مدونة ومغنية وعارضة وممثلة أمريكية، ولدت في 6 فبراير 1931 في الولايات المتحدة.

## أعمال

### أفلام
- (1958) معلم الحيوانات الأليفة

## وصلات خارجية
- مامى فان دورين على موقع IMDb (الإنجليزية)
- مامى فان دورين على موقع روتن توميتوز (الإنجليزية)
- مامى فان دورين على موقع ألو سيني (الفرنسية)
- مامى فان دورين على موقع ميوزك برينز (الإنجليزية)
- مامى فان دورين على موقع تيرنر كلاسيك موفيز (الإنجليزية)
- مامى فان دورين على موقع أول موفي (الإنجليزية)
- مامى فان دورين على موقع قاعدة بيانات الأفلام السويدية (السويدية)
- مامى فان دورين على موقع إن إن دي بي (الإنجليزية)
- مامى فان دورين على موقع ديسكوغز (الإنجليزية)
- مامى فان دورين على موقع قاعدة بيانات الفيلم (الإنجليزية)